# プロ・フィット
有限会社プロ・フィット（英: PRO・FIT Inc,）は、かつて存在した日本の声優事務所。

## 概要

### 略歴
アイムエンタープライズのマネージャーだった谷村誠が2003年11月に設立。
付属養成所として、プロ・フィット声優養成所を2004年4月に設立。後に俳優事務所としてアセンブルハート、音響監督の塩屋翼を迎え、音響制作部のサウンド・ウィングを設立。
2014年1月、本社を東京都中野区東中野1丁目45番5号 日ノ出ビルB-102号室から同区本町1丁目13番18号 大新NSビル3Fへ移転。

### 事業廃止
2021年11月、同年度末をもってプロダクション業務を廃止し、それに伴い2022年1月から3月にかけて全所属者を順次移籍・独立させることを公表。谷村は廃止理由に「今後数年間に渡り、プロダクションの根幹たる『責任あるマネジメント』を行うことが出来ない状況に陥るため、その数年間に所属声優を巻き込まないため」としている。この時点では、子会社2社の処遇については公表されなかった。
業務廃止発表時には、所属声優の岡本信彦が養成所在籍者含む新人を受け入れる新規プロダクションを、現場マネージャーなど他の若干名のスタッフ・所属者による別の新規プロダクションの設立についても公表され、この両社が業務提携し、さらにサウンド・ウィングとも友好関係を結ぶとしていた。その後12月15日の公式サイトで、岡本側と現場マネージャー側双方の事務所設立構想を一本化し、岡本と現場マネージャーの澁谷将が代表を務める「株式会社ラクーンドッグ」として設立されるとともに、岡本を含む34名が2022年4月1日付でラクーンドッグに移籍することが発表された。あわせて外部のプロダクションへ移籍する声優の第1次発表も行われ、5名が2022年1月付で移籍することを公表、2月1日には全所属声優の移籍先が確定したことを明らかにした。同様にプロ・フィット声優養成所がラクーンドッグに譲渡されたが、同年10月26日には再譲渡されリンク・プランの付属養成所として名称もそのままに再開、2023年度の募集を開始した。その後、リンク・プランは2025年3月に事業廃止となったが、プロ・フィット声優養成所は、事業継承先であるアンシェリが卒業生を受け入れることとして存続している。

## 事業廃止発表時の所属声優
特記していない声優は全て、2022年4月1日よりラクーンドッグに所属している。

### 男性
- 石川界人 ⇒ 2022年2月1日、ステイラックに移籍[9]
- 石谷春貴 ⇒ 2022年1月1日、大沢事務所に移籍
- 岡本信彦 - ラクーンドッグ代表取締役
- 小林康介
- 杉崎亮
- 相馬康一
- 高橋伸也
- 堀江瞬
- ますおかたろう[注 2]
- 峰健一

準所属
- 関幸司
- 坂泰斗 ⇒ 2022年1月1日、大沢事務所に移籍
- 渡辺紘 ⇒ 2022年1月5日、ケンユウオフィス（準所属）に移籍

声のみ所属
- 塩屋翼

預かり
- 川田祐
- 桐明衝
- 津田拓也
- 松岡洋平

### 女性
- 石上静香 ⇒ 2022年1月1日、大沢事務所に移籍
- 石見舞菜香
- 岡田幸子
- 鬼頭明里
- 高森奈津美
- 長妻樹里
- 中根久美子
- 長谷川育美
- 羽月理恵 ⇒ 移籍後、2024年10月に退所
- ファイルーズあい ⇒ 移籍後、2025年4月にマウスプロモーションに移籍
- 升望
- 三宅麻理恵
- 森沢芙美
- 悠木碧 ⇒ 2022年1月1日、青二プロダクションに移籍

準所属
- 高柳知葉
- 首藤志奈

声のみ所属
- 小森まなみ ⇒ 移籍後、2024年3月に引退

預かり
- 飯田ヒカル
- 大島美咲
- 酒井美沙乃
- 田中那実
- 真中桂子
- 美坂朱音 ⇒ フリー転向後、2022年5月6日より、クロコダイル準所属
- 菱川花菜

## かつて所属していた主な声優
2021年11月から2022年3月末までに移籍・退所した人物は上記参照。
アセンブルハートへの移籍者については下記参照。

### 男性（過去）
- 岸本和也
- 小泉豊
- 近藤隆幸（フリー）
- 白石稔（現所属:アクセント）
- 神野祐希（ガジェットリンクに移籍後引退）
- 中村靖之介
- 西野真人
- 原一夫
- 福井信介
- ベーテ・有理・黒崎
- 矢薙直樹（現所属:フリーマーチ代表、アーティストクルー）

### 女性（過去）
- 阿部加奈江
- 柏木美優（現所属:Zクリエイティブ・エージェントオフィス）
- 茅野愛衣（現所属:大沢事務所）
- 嘉山未紗（現所属:ライトフィルム）
- かんのひとみ（現所属:オフィスPSC）
- 木村はるか（現所属:ヘリンボーン）
- 近野真昼
- 櫻川めぐ（現所属:S）
- 田中涼子（フリー）
- 谷古美玲
- 辻あゆみ（現所属:マウスプロモーション）
- 永見はるか
- 春瀬なつみ（現所属:マウスプロモーション）
- 水瀬沙季
- 結下みちる（フリー）

## リンク・プラン
株式会社リンク・プラン（英: LINK・PLAN Inc,）は、かつて存在した日本の声優事務所。有限会社プロ・フィットの子会社。
2014年5月4日、公式ホームページを開設した。
2025年3月31日、同年度末をもってプロダクション業務を廃止し、4月1日より事業を新会社となるアンシェリに引き継ぐことが発表された。

### 事業廃止発表時の所属声優（リンク・プラン）
全て、2025年4月1日よりアンシェリに所属している。
男性
- 中山祥徳（預かり）
- 下田健太郎（預かり）

女性
- 大西亜玖璃
- 高尾奏音
- 竹達彩奈
- 山田美鈴
- 櫻井陽菜（預かり）
- 山田美沙希（預かり）

### かつて所属していた主な声優（リンク・プラン）
- 青山桜子（現所属：フォレストリンク）
- 尼子絢那（現所属：マウスプロモーション）
- 内田秀（現所属：ジャストプロ）
- 大森日雅（現所属：アクロスエンタテインメント）
- 郷田翼（現所属：東京俳優生活協同組合）
- 相良茉優（現所属：HIGH PINE）
- 咲々木瞳（現所属：東京俳優生活協同組合）
- 佐藤巧（ミノリスに移籍後引退）
- 下鶴直幸（現所属：Rush Style）
- 中田祐矢（フリー）
- 早瀬莉花（現所属：WITH LINE）
- 山本亜衣（現所属：アミュレート）

## アセンブルハート
アセンブルハート株式会社（英: ASSEMBLE HEART Inc.）は、日本の俳優事務所。
初期のメンバーは元プロ・フィット所属者である。

### 所属タレント（アセンブルハート）
太字は元プロ・フィット所属者

#### 男性（アセンブルハート）
- 折笠大介
- 金子大悟
- 高瀬宗一郎
- 武田直哉
- 谷間聖司
- 樋口宏澄
- 平野智也
- 松尾征寿

#### 女性（アセンブルハート）
- 青生えれな
- 有島明日香
- 乙守佑莉
- 阪咲恵南
- 清水里奈
- 高星莉子
- 中井理賀
- 淵上美生
- 星野綾乃
- 万葉みどり
- 美波香里
- 三原梢
- 桃橋由
- 吉田梓

### かつて所属していた主な声優（アセンブルハート）
- 門脇すみれ（フリー）
- 黒田浩一（現所属：ステイラック）
- 竹達彩奈（現所属：アンシェリ）
- 月本皇子（現所属：アーティストクルー）
- 宮﨑敦巳

## こえぶろ
- マリン・エンタテインメントとの企画でプロフィット所属の声優の多くを「声のブログ」略し「こえぶろ」を2013年3月15日から毎週金曜日更新。収録時間は毎回異なる（最大約4分以下（2013年9月時点））。2013年12月をもって更新終了。

- 個人のブログとは別に音声での更新。
- 「こえぶろ」プロフィット出演一覧（順不同）2013年9月末時点
  - 石川界人
  - 岡本信彦
  - 茅野愛衣
  - 高森奈津美
  - 悠木碧